# Conrad Engelhardt
Conrad Engelhardt (Luneburgo, 26 marzo 1898 – Luneburgo, 28 ottobre 1973) è stato un ammiraglio tedesco, responsabile operativo nel corso della seconda guerra mondiale dell'Operazione Annibale, insignito della Croce di Cavaliere della Croce al merito di guerra.

## Biografia
Nacque a Luneburgo il 26 marzo 1898, e si arruolò nella Kaiserliche Marine come volontario il 4 aprile 1916, in piena prima guerra mondiale. Frequentò l’Accademia Navale di Mürwik per imbarcarsi dapprima sull’incrociatore protetto Freya, poi sulla nave da battaglia Thüringen e infine, a partire dal 16 dicembre 1916, sulla nave da battaglia Ostfriesland dove il 13 gennaio 1917 fu nominato guardiamarina. Promosso Leutnant zur See il 19 giugno 1918, dopo la fine del conflitto a partire dal 1 dicembre 1918 e fino al 20 agosto 1919, prestò servizio come comandante di compagnia presso il Neumärkisches Feldartillerie-Regiment Nr. 54, passando poi il 21 agosto con lo stesso incarico presso il battaglione della guardia costiera di Cuxhaven dove rimase fino al 25 settembre quando transitò presso il reggimento della guardia costiera di Wilhelmshaven.

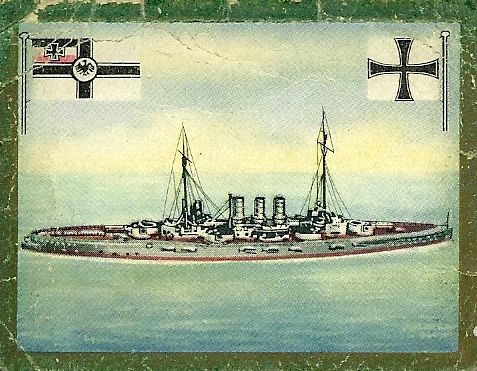
Raffigurazione della nave da battaglia Ostfriesland su un pacchetto di sigarette, circa il 1918.

Il 29 ottobre 1919 andò a disposizione del comandante della stazione navale del Mare del Nord, venendo posto in congedo temporaneo 13 novembre dello stesso anno. 
Quando la neocostituita Reichsmarine riattivò, 1 ottobre 1923,  l'Accademia Navale di Mürwik egli fu richiamato in servizio come istruttore. Dall'8 maggio 1924 al 14 febbraio 1926 servì come aiutante di campo del Küsten-Schutz-Bataillons IV, venendo nel frattempo il promosso Oberleutnant zur See il 1 luglio 1925 e successivamente assumendo l’incarico di ufficiale di rotta e di coperta sulla nave da rifornimento Meteor.
A partire dal 18 giugno 1927, e per tre mesi, frequentò un corso presso la scuola di artiglieria navale di Kiel-Wik, imbarcandosi il 29 settembre dello stesso anno come ufficiale di guardia sulla torpediniera Iltis, dove rimase per i successivi due anni. Il 29 settembre 1929 fu nominato responsabile dell’addestramento presso la Scuola artiglieria costiera di Wilhelmshaven, dove rimase fino al 28 settembre 1932 quando fu trasferito sulla nave da battaglia Hessen. Promosso Kapitänleutnant il 1 aprile 1933, assunse il comando della torpediniera Kondor il 24 settembre 1934.
Tra il 27 settembre 1936 e il 7 ottobre 1937 ricoprì l’incarico di comandante di compagnia presso il II. Marineartillerieabteilung di Wilhelmshaven, venendo promosso Korvettenkapitän il 1 aprile 1937. Divenuto primo ufficiale d’artiglieria sulla corazzata tascabile Admiral Scheer, vi rimase al 6 novembre 1938, quando assunse l’incarico di istruttore presso la nave scuola d'artiglieria. 
Poco dopo l'inizio della seconda guerra mondiale, il 13 settembre 1939, fu nominato comandante dell’artiglieria contraerea del settore di Brunsbüttel, venendo promosso Fregattenkapitän il 1 gennaio 1940. Dopo l’inizio della campagna di Francia, 25 maggio 1940 fu nominato Capo di stato maggiore presso il Comando della Marina tedesca nel nord della Francia. Ricoprì questa funzione fino al 25 luglio dello stesso anno, quando divenne primo ufficiale di stato maggiore presso il Comando navale del Canale della Manica.  Il 15 dicembre successivo fu nominato comandante delle fortificazioni marittime in Guascogna, Loira e nella Gironda, che lasciò il 15 febbraio 1941 quando fu trasferito a Roma, in Italia, in qualità di ufficiale di collegamento presso lo Stato maggiore della Regia Marina, assumendo il 16 maggio dello stesso anno l’incarico di Capo di stato maggiore del Comando navale dei territori orientali. 

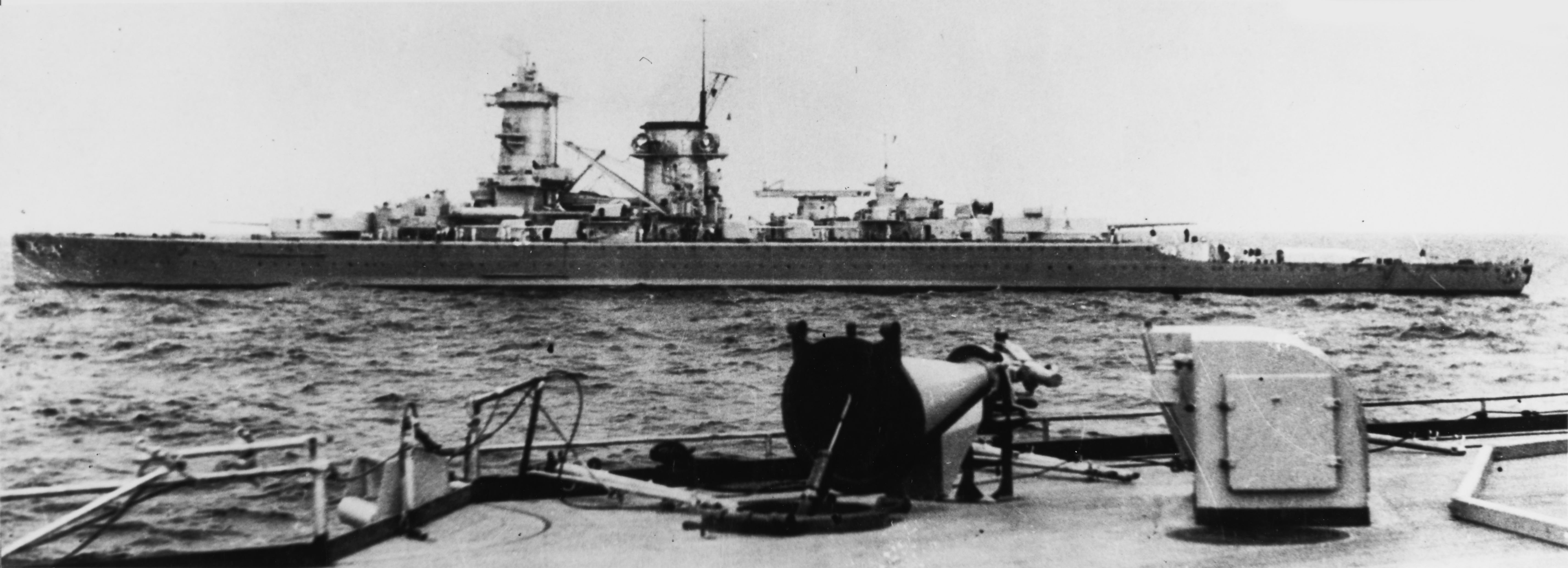
Foto della corazzata tascabile Admiral Scheer realizzata nel 1935.

Promosso Kapitän zur See il 1 marzo 1942, dal 3 marzo 1943 al 5 gennaio 1944 ricoprì l’incarico di Deutscher Seetransportchef Italien (comandante del settore trasporti marittimi del Mediterraneo), assumemdo poi quello di Capo del dipartimento trasporti marittimi presso l‘Oberkommando der Marine,  e quello di Capo del trasporto marittimo presso l‘Oberkommando der Wehrmacht.  Come tale fu responsabile delle forze navali impegnate nell’Operazione Annibale, cioè il salvataggio via mare dei profughi civili e dei reparti militari dalla Curlandia, dalla Prussia Orientale e dal Corridoio polacco a partire dalla metà del gennaio e fino al maggio del 1945. Promosso Contrammiraglio in data 16 settembre 1944, fu catturato dalle truppe inglesi il 24 maggio 1945, venendo rilasciato dalla prigionia il 2 dicembre 1946.
Dopo la guerra trovò impiego presso il Centro di ricerca sul Mare Baltico presso l'Accademia orientale  di Luneburgo, ed in questa veste progettò la realizzazione di un documentario sulle operazioni di salvataggio dei profughi e delle truppe avvenute nel 1945 che, però, dovette abbandonare a causa delle polemiche suscitate e per le insufficienti risorse finanziarie. 
Si spense nella sua città natale il 28 ottobre 1973.

### Annotazioni
1. ↑  Entrambe le unità della guardia costiera erano interamente composte da personale volontario.
2. ↑  Coadiuvato dei Fregattenkapitän Adalbert Blanc e Hugo Heydel.
3. ↑  Fu direttore della 'Forschungsstelle Ostsee', parte del Ost-Akademie di Lüneburg, dalla apertura all’inizio del 1965 alla sua chiusura nel 1972.

### Fonti
1. 1 2 3 4 5 6 7 8  Hildebrand 1988, pp. 294-295.
2. 1 2 3  Prit Buttar, Battleground Prussia: The Assault on Germany's Eastern Front 1944–45, Osprey Publishing, Botley, 2012.
3. 1 2  Hartwig 2010, p. 345.
4. ↑  Hartwig 2010, p. 128.
5. 1 2  Buttar 2013, p. 314.
6. ↑  Buttar 2013, p. 316.
7. ↑  Madsen 1998, p. 33.
8. ↑  Reichswehrministerium 1929, p. 51.
9. ↑  Patzwall, Scherzer 2001, p. 103.

### Periodici
- Luca Poggiali, Le operazioni nel Baltico 1944-1945, in Storia & Battaglie, n. 174, Vicchio, Luca Poggiali Editore, dicembre 2016.